# 跑马水库
跑马水库是中国湖北省宜昌市当阳市境内的一座水库，位于沮河支流上，建于1978年。水库正常库容为3813万立方米，集雨面积为9平方千米，海拔为151米。